# فلاديمير دفوراك
فلاديمير دفوراك (بالسلوفاكية: Vladimír Dvořák)‏ هو لاعب هوكي الجليد سلوفاكي، ولد في 18 أبريل 1985 في مارتن في سلوفاكيا.

## وصلات خارجية
- فلاديمير دفوراك على موقع EliteProspects.com (الإنجليزية)